# 圖像誌
圖像誌，又叫圖像演變學、圖像學，是藝術史的一個方法學。圖像誌早在希臘羅馬時代的學術研究中意指「肖像學」，十六世紀以來則以「基督圖像誌」為主，直到1840年代，「基督圖像誌」仍是藝術研究的重要主題，在德國與法國皆有豐富的研究成果。二十世紀初，德國學界對圖像誌研究不再侷限於基督宗教主題，在藝術史學科創立的同時，將圖像誌開闢成今日藝術史學中的一種方法學，也成為圖像學(Iconology)方法應用的一個重要原則。圖像誌主要是研究同一類型圖像的外在形象和內在意象，類型與範圍無所不包，可以是色彩、輪廓、材料、結構、故事、意識形態、象徵意義等等。主要是同一類型或針對同一主題，在不同的歷史中所呈現的意義作探討，包括起源、發展、轉變、新加元素在不同時空的演變。相對於圖像學，圖像誌更強調歷史時間軸縱向的理解，圖像學則強調當時代全面性、多元背景的深入研究，兩種方法學的結合才能理解藝術作品的完整時代意義。現代藝術史學科創立的重要推手阿比·瓦尔堡，在1912年提出圖像學這項重要藝術史研究理論時，便將圖像誌納入其中。而今日具有指標性的圖像學理論模型建構者潘諾夫斯基(Erwin Panofsky, 1892-1968)，更將圖像誌明確納入方法與原則之中。
圖像誌研究畫面內容所傳達的身份認證、描述、內涵等信息，比如：畫面中的角色、構圖、細節等。當人們研究電影的圖像誌時，便立刻能夠弄明白電影所屬的的種類。

## 潘諾夫斯基的圖像學理論
一、前圖像描述 (Pre-iconographical description)
此階段是針對藝術作品「最初的或自然的主題」進行初步描述，包含兩部份：首先是觀察藝術作品的外觀的形式結構、外在事實意義（factual meaning），進行客觀中立、不加以評價的表象特質描述，其中包括色彩、光線、線條、結構、構圖、佈局、符號、徽誌等；第二部份則是描寫藝術作品所表達的各種情緒、情感，嘗試對作品所表達的意義（expressional meaning），例如歷史的、社會習俗的表達方式與形式演變風格，作觀察描述。 
二、圖像誌分析 (Iconography)
此階段是尋找藝術作品「第二的或傳統主題」，可能是聖經、神話或某種議題，對同一主題的作品、圖像、圖式，延接與其相關故事、寓言等的文學知識、特殊主題和理念，收集整理，描述其性質，分析歸納其類型的歷史。分析這個主題需具備豐富知識，並掌握文獻資料，了解此主題的圖像在不同歷史情境下的演變脈絡與發展。 
三、圖像綜合 (Iconology)
在此階段是要尋找藝術作品與時代潮流之關聯。透過第一階段的圖像前描述和第二階段的圖像分析，進一步對藝術作品的內在意義與內容（intrinsic meaning or content）作深意綜合詮釋，需要與該作品相關的國家、地區、時代背景、文化特性以及藝術家作品的風格等等，作綜合的、直觀的觀察與詮釋，對該作品的文化表徵或象徵的歷史，作出系統的解釋，總結出藝術作品所表達出的世界觀與人文思想、時代意義。 
為避免研究者個人主觀心理和世界觀的過度影響，潘諾夫斯基在三個階段都分別加入修正和適度克制的措施。   這些原則皆是要求藝術史家具備足夠人文學科涵養，才能以宏觀的視野、跨學科的知識進行研究，發掘藝術作品所表達出世界觀的多樣性。
發展到今日，圖像學與圖像誌研究早已超越文藝復興與巴洛克時代的研究範疇，運用的圖像素材也更為豐富多元，海報、建築、設計圖、工藝品等都是重要資料，這些研究經驗，都將藝術史構築成極具影響力的學科。瓦堡最原始的主張，是將藝術作品視為人類共同記憶，研究藝術作品便能看到時代的種種議題，因此圖像學與圖像誌的運用不能過分拘泥於學科間的界線，應尋求其他輔助學科的理論及方法，包括自然科學、心理學、社會學、哲學等等，學科間應建立密切關連，方能對人文科學作完整的研究。  在這樣的原則下，藝術史研究除了能表達歷史真相，也更可能發掘出一般歷史研究裡難以呈現的各種非經驗世界、理想世界的表達。